# Les Sables du Kalahari
Pour plus de détails, voir Fiche technique et Distribution.
Les Sables du Kalahari (Sands of the Kalahari) est un film britannico-américain réalisé par Cy Endfield, sorti en 1965.

## Synopsis
En Afrique du Sud, Un bimoteur contenant sept personnes s'écrase dans le désert du Kalahari. L'entraide devient alors la principale motivation de survie pour les survivants. Mais les vivres vont bientôt se raréfier et le moment de faire un choix de conscience va devoir s'imposer...

## Fiche technique
- Titre français : Les Sables du Kalahari
- Titre original : Sands of the Kalahari
- Réalisation : Cy Endfield
- Scénario : Cy Endfield, d'après le roman éponyme de William Mulvihill
- Musique : John Dankworth
- Photographie : Erwin Hillier
- Montage : John Jympson
- Production : Stanley Baker & Cy Endfield
- Société de production : Joseph M. Schenck Enterprises
- Société de distribution : Paramount Pictures
- Pays de production :  Royaume-Uni,  États-Unis
- Langue : Anglais
- Format : Couleur - Mono - 35 mm - 2.35:1
- Genre : Aventures
- Durée : 120 min

## Distribution
- Stuart Whitman (VF : Michel Gatineau) : Brian O'Brien
- Susannah York (VF : Michelle Bardollet) : Grace Monckton
- Stanley Baker (VF : Jean-Claude Michel) : Mike Bain
- Harry Andrews (VF : Louis Arbessier) : Grimmelman
- Theodore Bikel (VF : Jean-Henri Chambois) : Dr. Bondarahkai
- Nigel Davenport (VF : Raymond Loyer) : Sturdevant